# Тагиадян, Месроп
Месроп Давтян Тагиадян или Тагиадианц (арм. Մեսրոպ Դաւթեան Թաղիադեան) — армянский писатель, журналист, педагог, историк,  грабарец и основоположник армянского авторского движения. Считается одним из первых современных армянских писателей-фантастов и представителей романтического направления.

## Биография
Родился 2 января 1803 года в квартале Дзорагюх в Эриване, тогдашнем столичном городе Эриванского ханства. Его родители были из деревни Карби. В юном возрасте потерял отца и воспитывался бабушкой.
Получил начальное образование в семинарии в Эчмиадзине. С 1816 по 1821 год путешествовал по Восточной Армении с группой монахов во главе со своим учителем Погосом Гарадагци, собирая и записывая народные песни и устные традиции. За это время он стал саркавагом Армянской церкви. Находясь в монастыре Ахпат, он решил отправиться в Париж через османскую столицу Константинополь, чтобы получить высшее образование, но был вынужден отказаться от своих планов и вместо этого решил отправиться в Индию, которой в то время правила Британская Ост-Индская компания. В Индии его сразу же наняли помощником преподавателя в Армянском колледже в Калькутте. С 1826 по 1830 год он учился в Бишопс-колледже на стипендию и получил степень магистра. Во время учёбы в Бишоп-колледже он изучал английский, латынь, греческий и персидский языки, а также теологию и изобразительное искусство. За это время он опубликовал несколько работ, включая переводы книг на грабаре Гуго Гроция «Об истинной религии христианской» (1829) и поэмы Реджинальда Хибера «Палестина» (1830), а также его собственную брошюру (мифология) под названием «Диц’абанут’ивн». Он также перевёл отрывки из Уильяма Шекспира, лорда Честерфилда, Джона Мильтона, Джона Локка, Александра Поупа, лорда Байрона и Роберта Бернса на армянский язык.

### Путешествия и возвращение в Индию
После неудачной попытки открыть собственную школу в Новой Джульфе, он вернулся в Эчмиадзин в 1831 году. Но здесь он столкнулся с враждебностью клерикального истеблишмента и был вынужден снова уехать. Он прожил некоторое время в Новой Джульфе, где работал учителем и женился на Тангхатун Сетиян, дочери местного армянского купца. Однако их счастье было недолгим, так как оба их сына скончались в молодом возрасте. В конце 1836 года он отправился в иранский город Тебриз, где получил работу учителя английского языка у одного из сыновей бывшего иранского шаха. Его финансовое положение в Тебризе было трудным, и в ноябре 1837 года умерла его жена. После этого он вернулся в Восточную Армению, а затем уехал в Константинополь. Он работал репетитором у богатой армянки и подвергался преследованиям со стороны армянского патриарха Константинополя из-за своей связи с американскими протестантскими миссионерами. Вскоре он был арестован патриархом и перевезён в Понтию, откуда он должен был быть депортирован в Российскую империю и сослан в Сибирь, но ему удалось сбежать и добраться до Калькутты в конце 1839 года. Здесь он стал руководителем армянского отдела типографии Бишопс-колледжа. В 1841 году он вторично женился и работал разносчиком, но так и не смог добиться успеха как бизнесмен.
Он опубликовал ряд работ во время своего второго пребывания в Калькутте, в том числе педагогические работы «Айббенаран» (1840) и «Месровбин шарадрич» (1840), первую часть истории Индии под названием «Патмут’ивн хин Хндкастани» (1841) и работу о важности образования девочек «Дастьяракутские ориордаты». В 1846 году он опубликовал свой роман Веп Вардгиси, армянскую адаптацию. Его второй роман, «Веп Варсенкан» (1847), был более оригинальным по содержанию. Он опубликовал сборник своих стихотворений в 1847 году под названием «Утак Т’агидеанц». Также в 1847 году он опубликовал «Чанапархордут’ивн и Хейс», отчет о своих путешествиях по Армении. В 1848 году он опубликовал длинное стихотворение в романтическом стиле под названием «Сос ев Сондипи», историю любви индийского принца и армянки. Большинство его длинных стихотворений так и не были закончены.

### Последние годы
В период с 1845 по 1852 год армянский писатель Тагиадян издавал периодическое издание под названием «Азгасер» («Патрот»), которое позже было переименовано в «Азгасер Араратан». В этом издании в основном публиковались его собственные работы. Он активно писал о значимости образования, экономическом и политическом развитии Армении, а также о необходимости единства среди армян.
Он выразил поддержку русскому завоеванию Армении в 1827 году и призвал армян из диаспоры вернуться в родную страну, рассматривая репатриацию как ключевой момент для развития Армении. В 1846 году он основал армянскую школу совместного обучения в Калькутте под названием «Сурб Сандухт» (Святая Сандухт), также известную как «Армянская детская семинария». Он стремился применять современные педагогические методы, привнесенные из Европы.
В 1852 году он перевёз свою типографию и школу в Чучур к северу от Калькутты, но вскоре обе они были закрыты. В 1858 году, потеряв свою вторую жену и находясь в постоянном конфликте с армянской общиной Калькутты, он принял решение вернуться в Армению. Однако, по дороге он заболел и скончался. Его похоронили в Ширазе. Его друг Тадеос Аветумян, отправил из Калькутты в Шираз надгробный камень с армянской надписью:

Месроп Даутян Тагиадян
Профессор Перч — великий учёный
великолепный писака
покойся с миром с этой пухлой гробницей!
Храм армянской науки Зкез,
честь любящая всегда ласковая
и Новая Джуга и Калькутта
они не забудут вас полностью.Оригинальный текст (арм.)Մեսրոպ Դաւթեան Թաղիադեան
Պերճ վարժապետ մեծ գիտնական
Վսեմ քերթող մատենագիր
Հանգիստ առ այս թուխ դամբան
Զքեզ հայոց գիտնոց տաճար,
Պատուասերէ միշտ սիրավառ
Եւ Նոր Ջուղա և Կալկաթա
Ոչ մոռասցեն զքեզ իսպառ։

## Мировоззрение Тагиадяна
Тагиадян придерживался убеждения, что образование, образованность и единство являются главными факторами прогресса армянской нации, и его работы отражают эту идею. Он критиковал суеверия и невежественных священнослужителей, а также пропагандировал просвещение и патриотические идеалы. Его труды являются одними из самых ранних армянских произведений в романтическом стиле и выражают гуманистические взгляды автора и его веру в возможность положительных изменений у людей, а романы являются одними из первых примеров современной армянской художественной прозы. Его романы «Веп вардгиси» и «Веп варсенкан» подчеркивают такие ценности, как верность государю, национальное единство, личная неприкосновенность и уверенность в себе. Главными темами его стихотворений являются любовь и патриотизм. В своем стихотворении «Сос ев сондипи» он выражает идеалы равенства людей и социальную важность индивидуального счастья.
Подобно другим армянским писателям своего времени и позднее, он стремился привлечь более широкую армянскую публики. Он считал, что существующая армянская литература слишком серьезна и насыщенна, чтобы заинтересовать широкий круг читателей, и поэтому старался в своих произведениях сочетать развлечение с практическими целями. В отличие от Хачатура Абовяна, который пропагандировал использование современного армянского языка в литературе, он в основном писал на грабаре, которого считал доступным для всех армян, независимо от диалекта. В своём периодическом издании «Азгасер» он стремился писать простым стилем грабара, который был бы понятен его читателям.
В своих статьях он осуждал колониализм и выступал за права колонизированных народов, а также критиковал лицемерие колониальных держав, которые заявляли о высокой морали, но совершали варварские акты во время колониальных завоеваний. Он особо рассматривал экономическую эксплуатацию Индии британцами и безразличие колониальных властей к бедности, что он наблюдал в Калькутте. Хотя он приветствовал освобождение Армении от персидского владычества благодаря России, он также критиковал русское крепостное право и симпатизировал к декабристам.